# ناتالي بينيت
ناتالي بينيت (بالإنجليزية: Natalie Bennett) هي صحفية أسترالية، ولدت في 10 فبراير 1966 في سيدني في أستراليا.

## وصلات خارجية
- الموقع الرسمي